# نیکلا سوب
نیکلاس سوبه (انگلیسی: Nicolas Seube؛ زادهٔ ۱۱ اوت ۱۹۷۹) بازیکن فوتبال اهل فرانسه است.
از باشگاه‌هایی که در آن بازی کرده‌است می‌توان به باشگاه فوتبال کان و باشگاه فوتبال تولوز اشاره کرد.